# راي (فلم)
راي (بالإنجليزية: Ray) هو فيلم سيرة ذاتية تم إنتاجه في الولايات المتحدة وصدر في سنة 2004.

## بطولة
- جيمي فوكس
- كيري واشنطن
- ترنس هوارد

### ترشيحات وجوائز
| السنة | الحدث | الفئة            | النتيجة  |
| ----- | ----- | ---------------- | -------- |
|       |       | أوسكار أحسن ممثل | فـــــوز |

## الميزانية والإيرادات
بلغت تكلفة إنتاج الفيلم حوالي 40 مليون دولار بينما حقق أرباحًا تقدر بـ 124,731,534 دولار.

## وصلات خارجية
- مقالات تستعمل روابط فنية بلا صلة مع ويكي بيانات